# El plan B
El plan B (en inglés The Back-Up Plan), es una comedia romántica protagonizada por Jennifer Lopez, que se estrenó en Estados Unidos y México el 23 de abril de 2010 y en España el 7 de mayo de 2010. El rodaje se realizó entre mayo y julio de 2009.

## Argumento
Zoe (Jennifer López) ha desistido en la búsqueda del hombre de sus sueños, por lo que decide ser madre soltera (que era su plan B) por medio de la inseminación artificial. El mismo día conoce a Stan (Alex O'Loughlin) cuando los dos intentan subir en el mismo taxi, reclamando cada uno haber sido el primero. Discuten y ella se baja de éste para que no le arruine su día. Él también se baja, pues se siente mal y ambos pierden el taxi. 
Stan sigue a Zoe, encuentran una moneda de centavo en el suelo y Stan la recoge después de que Zoe le diera la vuelta para que dé buena suerte. Zoe acude a un grupo de apoyo de mujeres solteras embarazadas que le recomendó su médico, llamado "Madres solteras y orgullosas". Más tarde, va al mercado agrícola, donde ve a Stan, el cual regenta un puesto de queso. Stan se sorprende de verla pero Zoe se va porque le parece que Stan sale con una vendedora de un puesto cercano. 
Ambos vuelven a encontrarse en la tienda de mascotas de Zoe (ya que la amiga de Zoe le había dado el número telefónico a Stan y le ha dicho donde trabaja Zoe). Stan la convence para tener una cita "sin obligaciones". Zoe todavía no sabe si está embarazada. La noche en la que quedan se hace la prueba, Stan la lleva a una cena romántica en un jardín. Las cosas no salen tan bien como había previsto pues derrama el vino y provocan un pequeño incendio. Al final de la noche, Stan le pide a Zoe que vaya a su granja ese fin de semana y Zoe se entera de que está embarazada. Va a la granja y determina decírselo. Stan está confundido y enfadado porque ella no le dijo nada antes, por lo que Zoe se va a la mañana siguiente al creer que se ha acabado.
Stan vuelve para estar con ella. Ambos van al médico y averiguan que Zoe, en realidad, tiene gemelos. Abrumado, Stan va a un parque de niños para entender lo que quiere decir ser padre. Encuentra allí a un amigo al que podrá dirigirse para preguntarle dudas sobre el embarazo, mientras, Zoe va a su grupo y se pregunta que hacer. Stan toma la decisión de convertirse en padre y compra un cochecito para los gemelos. Después de muchos malentendidos y secuencias cómicas, Zoe y Stan van al mercado donde se encuentran con la compañera de él, la cual se extraña del embarazo. Stan dice que los gemelos no son suyos, por lo que Zoe cree que no está preparado para ser padre, y rompe la relación. 
Más tarde, antes de que su abuela se case, llega a casa de Zoe el cochecito que Stan compró y ella comprende que él no iba a abandonarla. En la boda, Zoe rompe bolsa, en el camino al hospital hacen una parada en el mercado. Zoe le pide perdón a Stan. Él saca la moneda que encontró cuando se conocieron y Zoe promete confiar en él. 
Al final, Stan abre una tienda/restaurante al lado de la tienda de animales de Zoe. Después del discurso de inauguración, Stan le pide a Zoe matrimonio y ella acepta. De camino a casa, Zoe vomita espontáneamente en un cubo de basura por lo que ambos sospechan que Zoe está embarazada otra vez.